# Eric Williams (rođen 1984)
Eric Williams (Frankfurt na Majni, 26. ožujka 1984.) američki je profesionalni košarkaš. Igra na poziciji centra, a trenutačno je član talijanskog kluba Scavolini Gruppo Spar.

## Karijera
Nakon završetka sveučilišta Wake Forest, 2006. odlazi u Europu i potpisuje za talijanski Pallacanestro Cantù. U dresu Cantùa prosječno je za 19.4 minute provedene na parketu postizao 10.4 poena, 5.8 skokova i 0.5 asistencija. Sljedeće sezone prelazi u svoj sadašnji klub Air Avellino. U prvoj sezoni u dresu Avellina postizao je 13.4 poena, 7.8 skokova i 0.9 asistencija. S Avellinom je 2008. osvojio talijanski kup. U ljeto 2009. postaje članom talijanskog kluba Scavolini Gruppo Spar.

## Vanjske poveznice
- Profil  Arhivirana inačica izvorne stranice od 18. veljače 2009. (Wayback Machine) na Lega Basket Serie A